# A60-as autópálya (Németország)
Az A60-as autópálya (németül: Bundesautobahn 60) egy autópálya Németországban. Hossza 113 km.